# Idioma loo
El loo o shụŋọ es una lengua adamawa de Nigeria.